# Payne Glacier
Payne Glacier är en glaciär i Antarktis. Den ligger i Västantarktis. Inget land gör anspråk på området. Payne Glacier ligger 273 meter över havet.
Terrängen runt Payne Glacier är platt åt sydväst, men åt nordost är den kuperad. Trakten är obefolkad. Det finns inga samhällen i närheten.